# エルミンスター
エルミンスター・オーマー（Elminster Aumar）は、ファンタジーロールプレイングゲーム『ダンジョンズ&ドラゴンズ（D&D）』のキャンペーン・セッティング「フォーゴトン・レルム（レルム）」に登場する架空の人物。「シャドウデイルの賢者」としても知られ、レルムの創造者であるエド・グリーンウッドによるいくつかの小説に、強力な魔法使いとして登場する。彼の外見や態度は、ガンダルフやマーリン、オーディンなどを彷彿とさせる。
エルミンスターは、グリーンウッドがレルムのために創作した最初のキャラクターの1人である。エルミンスターに関する情報は、ほぼ全てのレルム関連の製品に記載されているが、エルミンスター・シリーズの小説がおそらく最も決定的な情報源である。

## 基本情報

### 外見
エルミンスターは、年老いた顔に灰色のひげを生やし、鷹のような鼻という風貌を持つ。不機嫌な口調で話し、普段は何の変哲もない服装をしている。ほとんどの場合、ひどい臭いの青や緑の煙を吐く海泡石のパイプを吸っている。

### 性格
エルミンスターは普段は機知に富み、賢く、とても魅力的な男である。しかし、威厳があり、恐ろしい一面もある。さらに、天性の語り部であり、完璧な役者でもある。極めて親しい友人以外には、自分の本性のすべてを明かすことはめったにない。彼は周りの人の求めている反応に応じて、トリックスター、放蕩者、厳格な父親、愚者、その他どんなステレオタイプにもなりきることができる。

### 家族
読者は『Elminster's Daughter』の最後で、エルミンスターには何人かの娘がいることを知る。Narnra Shalaceの他に、ウォー・ウィザードのLaspeeraとコアミアの太后Filfaerilである。彼に妻は知られていないが、女神ミストラを含む、過去の恋人達とは交流が続いている。ただし、女神ミストラが 「災厄の時」の間に殺され、魔術師ミッドナイトが 「Lady of Mysteries 」のマントを着けた時、エルミンスターとミストラの関係は変わった。

### 盟友
エルミンスターの同盟者には、ハーパー、ミストラの他の選ばれし者たち（特にシンバル）、そして彼の書記のLhaeoがいた。ミス・ドラナー騎士団も親しい友であり、2～3人の騎士が危機に備えて、常にシャドウデイルにいた。

## メディアでの登場
エド・グリーンウッドが執筆した『ドラゴン』誌の記事では、エルミンスターはしばしば架空のインタビュアーに知識を授ける賢者として登場した。彼はD&Dの様々なモンスターについて、「オーカー・ジェリーの生態」のような「～の生態」の記事で伝承を語った。 彼は、グリーンウッドが様々な呪文を解説した記事「Pages from the Mages」の情報源として使われ、また「Cloaked in magic」など、様々な雑多な記事にも使われた。
『ドラゴン』に掲載された短編小説シリーズ『The Wizards Three』では、エルミンスターがD&Dの他の世界（セッティング）に登場する魔法使い達と会合を開いているのが描かれていた。このシリーズの中心であるメタフィクションの構想は、現実世界の作家エド・グリーンウッドの家で、魔法使い達が人知れず会議を開いているというものだった。グリーンウッド自身も登場人物として物語に登場し、目立たぬ所で話を盗み聞きし、後に物語として書かれたと思われるメモを取っていた。

## 小説

### The Making of a Mage
エルミンスター・シリーズの第1作『The Making of a Mage』では、エルミンスターというキャラクターの生い立ちが描かれており、なぜ彼がこれほど広範で多様な経験を持っているのかが説明されている。エルミンスターはデイル歴（DR）212年頃、アサランター王国のヘルドン村の領主でアサランター王子のElthrynとその妻Amrythaleの間に生まれた。彼の家族は、古代アサランター王国のmagelordの一人、Undarlを装ったマローグリムに殺された。父の折れた剣、great king of the Stag（エルミンスターの祖父）の象徴であるLion Swordを手にしたエルミンスターは、山賊となった。
やがて、自分には殺しの趣味はないと悟ったエルミンスターは、アサランターの首都ハスタールで盗賊になることを断念した。エルミンスターを「Eladar "the Dark"」として知っていた地元の盗賊Farlと出会い、友人となった。彼らはしばしば行動を共にし、やがて、magelordの手下である別の地元ギャング「Moonclaws」に対抗して、「Velvet Hands」と呼ばれるギャングを結成する。その後、盗みの標的を盗み聞きしていたエルミンスターは、その時代のマジスター、つまりアズースの力を受け継ぐ魔法使いに出会う。魔法を学ぶ気はないかと尋ねられたエルミンスターは、「magelordのせいですべての魔法使いが嫌いだ」と答え、断った。
神殿にいたエルミンスターの前に、全ての魔法の女神ミストラが現れた。驚くエルミンスターに、彼女は魔法を学び、彼女を崇拝するようにと語りかけ、去っていった。それから間もなく、ミストラはまだ若いエルミンスターをElmaraという名の女性に変え、魔法との絆を強めると同時に、女性とは何かを知るようにした。この変化により、エルミンスターは自分がアサランター最後の王子であると知られることなく、敵の周囲を動き回れるようにもなった。数年間、Elmaraはミストラの女司祭だった。その後、ミストラの化身（Myrjala "Darkeyes "と名乗る）がElmaraに魔道士の道を教え、彼女を古代ネザリルのarcanistの下に連れて行き、"彼女"を元の姿に戻す呪文を教えた。その後、エルミンスターはMyrjalaから魔法について多くを学び、王国を乗っ取った邪悪なmagelordへの復讐を成し遂げるに至った。壮絶な戦いに耐え抜いたエルミンスターは、アサランターの王位に就いた。
しかし、王国を取り戻したエルミンスターは、「支配ではなく家族の敵討ちが望みだった」として、王位をアサランターの騎士Helm Stonebladeに譲った。彼とMyrjalaが王国を去る時、いわゆるMage RoyalであるUndarlが彼らを襲い、魔術師はミストラであることを明かした。彼女はエルミンスターを 「選ばれし者 」の一人にすることを提案し、エルミンスターはそれを快諾した。

### Elminster in Myth Drannor
『Making of a Mage』の続編である『Elminster in Myth Drannor』は、その直後の物語である。この小説では、エルミンスターがコーマンソーの町を旅する。この本では、古代エルフ社会とその人々について詳しく書かれており、残酷で強力な魔法使いに弟子入りしたエルミンスターが魔法の勉強を続ける様子にもスポットが当てられている。
エルミンスターは20年以上コーマンソーに留まり、町が「ミス・ドラナー」と改名された時にも立ち会う。

### The Temptation of Elminster
『The Temptation of Elminster』では、時間軸が数世紀先に進む。この小説の冒頭で、エルミンスターは長年閉じ込められていた埃っぽい墓から姿を現す。
本書の大部分では、エルミンスターは（ミストラの命令により）魔法の使用を制限され、再び知恵と人生の初期に身につけた技術によって、生き延びることを学ばなければならない。その後、エルミンスターは、ミストラの道から彼を誘惑しようとする邪悪な魔術師のもとで、さらなる魔術の訓練を受ける。
小説の出来事の後、エルミンスターはミストラの他の3人の選ばれし者の里親となった。レイラル、ストーム、ダヴである。また、彼はウォーターディープの建国、あるいは少なくとも街の領主の組織化に関係しているのではないかと疑われている。

### The Time of Troubles
エルミンスターはRangers Threeの結成に尽力し、彼らはこの時期、謎めいたShadowmastersとの度重なる戦いで彼を助けた。エルミンスターはまた、ベインの化身が率いるゼンタリムの軍勢からシャドウデイルを守るために時間を割いた。ベインとエルミンスターは戦い、エルミンスターが化身を始末するために唱えた呪文に両者とも巻き込まれた。エルミンスターは当初、消え去ったと考えられていたが、後に再び姿を現すと、一時的に別の次元界に飛ばされただけだったことがわかった。

### The Avatar Crisis
エルミンスター不在の間、悪の勢力が結集しようとしたが、他の選ばれし者たち、ミス・ドラナーの騎士たち、そしてRangers Threeたちが、エルミンスターが戻ってくるまで彼らを食い止めた。危機が回避され、平穏が戻ったかに思えたが、Shadowmastersには別の考えがあった。エルミンスターとRangers Threeは同盟者たちと共に、このシェイプシフター達の計画を挫き、阻止することに成功した。
エルミンスターはまた、罪のない人々が殺される中、超越神エイオーが 「災厄の時」を煽動したことについて対立した。「厄災の時」の山場が近づくにつれ、ミストラは何が起こるかを知り、彼女の本質が消滅しないよう、その力の大半をヒューマンのウィザード、ミッドナイトに注ぎ込んだ。エルミンスターはミストラから力を得ていたため、この変化により彼自身は重大な局面で無力となった。
彼はRangers Threeの一人、Sharantyrをスカウトし、エルミンスターが隠し持っていた魔法のアイテムで装備を整えた。その後、2人は他の2人のメンバーであるItharr、Belkramと再会するが、Rangers Threeでもエルミンスターが戦いで負傷するのを防ぐことはできなかった。この挫折にもかかわらず、エルミンスターとレンジャー達は、同盟者と共にHigh Daleを解放し、ゼンタリムのマンシューンを倒した。彼らは災厄の時を乗り切り、エルミンスターは魔力を取り戻した。

### Elminster in Hell
『Elminster in Hell』は、シェイドの浮遊都市が影界からフェイルーンに帰還した後に起こったことを描いている。その都市からイモータルの支配者達がシャドウデイルにやって来て、shadow princeの一人がストームのsilver fireに打たれた。衝突は世界を引き裂き、九層地獄への裂け目を作った。エルミンスターは、デヴィルの軍団がトリルに流出する前にポータルを閉じるには、反対側から閉じるしかないと悟った。
作品の冒頭で、エルミンスターは魔力の多くを犠牲にして、辛うじてポータルを閉じることに成功した。地獄で彼は、ミストラのsilver fireの秘密を探ろうとする、Nergalという名の追放されたアーチデヴィルに拉致され、奴隷にされた。エルミンスターシリーズの最も生々しいシーンでは、エルミンスターは残酷な拷問にさらされ、その並外れた忍耐力と銀の火による治癒能力によってのみ生き延びた。アーチフィーンドがエルミンスターの思考と記憶を略奪する一方で、ミストラはお気に入りの召使いの窮状に気づき、彼を探すため自ら地獄に入った。九層地獄にいかなる神も存在することを禁ずる原初の盟約により、地獄での彼女の存在が目立たないことを悟ったミストラは退却し、彼を見つけるためにより巧妙なエージェントを派遣した。まず、"アンダーマウンテンの狂える魔道士"ハラスター・ブラッククローク（倒された）、そしてシンバルである。捜索の末にシンバルは彼を見つけ、共にNergalを倒して故郷に戻った。

### Elminster's Daughter
『Elminster's Daughter』は、『Elminster in Hell』の数年後が舞台となる。より暴力的な『Elminster in Hell』と比べると比較的気楽な作品で、主にエルミンスターの子供の一人、Narnra Shalaceの人生に焦点を当てている。
Narnraは、ウォーターディープでシングルマザーに育てられた盗賊である。やがて彼女はマーセンバーに辿り着き、コアミア国の陰謀に巻き込まれる。彼女はまた、エルミンスターと判明した老人に出会い、彼が自分の父親であることを知る。

## 呪文荒廃の影響
エルミンスターは、彼のパトロンであるミストラの死によって引き起こされた「呪文荒廃」の後、その力の多くを失ったが、不老の能力はそのままだった。エルミンスターはシャドウデイルに住み続けたが、より気難しく、引きこもりがちになった。

## その他メディア

### コンピュータゲーム
エルミンスターは、アドバンスト・ダンジョンズ&ドラゴンズルールの"gold box"ゲーム『Pools of Darkness』に登場している。エルミンスターは、レルムの都市を奪おうとする神ベインの陰謀を阻止するため、リンボからプレイヤーのパーティに助言と指示を与え、移動しなければならない次元の間を行き来させる。また、パーティーのトレーナー、装備品店、ヒーラーとしての役割も果たす。最後の戦いでは、エルミンスターはバロールのゴートメネスに捕らえられ、パーティが盗んだベインの水晶の取引材料として、リンボから引きずり出される。エルミンスターはゴートメネスの鞭から解き放たれ彼と戦うが、パーティがベインの手下を倒したため、アビスに落とされてしまう。パーティがついにゴートメネスを倒した時、エルミンスターは神々が現実を正常に戻したとしてアビスから救出される。彼は最後に登場し、自分を救ってくれたパーティに感謝し、レルムがベインの支配下に入る寸前までいったことを知るのは彼らだけだとほのめかす。
『バルダーズ・ゲートシリーズ』では、エルミンスターが主人公の進行状況を確認したり、知恵を授けたりするために、短期間かつ散発的に登場する。『バルダーズ・ゲート3』では、彼はウォーターディープのゲイルのミッションに関わり、女神ミストラとゲイルの間の使者として行動する。
エルミンスターは、『ダンジョンズ&ドラゴンズ オンライン』に、拡張版『Menace of the Underdark』で追加された。
オンラインRPG『Neverwinter』では、エルミンスターが 「Protector's Jubilee 」イベントの店を経営していた。また、「Well of Dragons 」ではクエストの主要人物として登場した。

### コミック
エルミンスターは、コミックシリーズ『Forgotten Realms』の「Dragonreach」編に登場する。彼はもう一人のウィザードDwalimor Omenを助け、レルムでドラゴンを殺していた人物を阻止する。

## 評価
D&Dの古い小説を再訪するIo9のシリーズで、ロブ・ブリッケンはエルミンスターを 「フォーゴトン・レルムで最も強力で、重要で、賢い魔法使いであり、セッティングで最も重要なキャラクターの1人である。ガンダルフよりもマーリンに近く、他の主要なファンタジーの魔法使いよりも謎めいておらず、おふざけをしがちである。これは良いことだと思う。」と語っている。